# 加藤祐太
加藤 祐太（かとう ゆうた、1985年8月29日 - ）は、日本の元ラグビー選手。

## プロフィール
- 宮城県仙台市出身[1]。
- ポジションはフルバック(FB)。
- 身長 180cm、体重 92kg
- ニックネームはかとぅーん。
- 7人制日本代表に選ばれたことがある[2]。
- 好きなタイプは清野菜名。

## 略歴
2004年、仙台工業高校卒業後、東北学院大学に入る。
2008年、東北学院大学卒業後、セコムラガッツに加入。
2009年9月13日に行われたトップイーストリーグ第1節の釜石シーウェイブス戦に先発出場で公式戦初出場を果たす。
2012年、7人制日本代表のトライアウトを受けてこれにより同年のアジアシリーズに参戦した。
2021年、現役を引退した。